# Френкел, Рэй
Рэй Джан Карло Френкел (нидерл. Ray Gian Carlo Fränkel; род. 15 сентября 1982, Парамарибо) — суринамский футболист, центральный защитник, тренер. Выступал за сборную Суринама.

## Биография
Воспитанник суринамского клуба «Трансвааль». На молодёжном уровне представлял нидерландский «Фейеноорд».
В 2002 году перешёл в эстонскую «Флору» (Таллин). Дебютировал в высшем дивизионе Эстонии 5 апреля 2002 года в матче против «Левадии» Таллин. Всего за сезон сыграл 14 матчей в чемпионате и стал вместе с «Флорой» чемпионом Эстонии. Также провёл один матч в Лиге чемпионов.
Летом 2003 года перешёл в «Гронинген», за него сыграл в сезоне 2003/04 пять матчей в высшем дивизионе Нидерландов. В сезоне 2003/04 играл на правах аренды за клуб первого дивизиона «Фортуна» (Ситтард), а затем в течение двух сезонов на постоянном контракте за другой клуб первого дивизиона — «Харлем».
Летом 2007 года перешёл в «Антверпен», выступавший во втором дивизионе Бельгии, провёл в клубе три сезона. Летом 2010 года покинул «Антверпен» как свободный агент и перешёл в клуб третьего дивизиона Нидерландов «Лиссе», где провёл только полсезона. В 2011 году присоединился к клубу второго дивизиона Катара «Аль-Шахания».
В 2013 году вернулся в родной клуб «Трансвааль», где выступал ещё несколько лет. Вице-чемпион Суринама сезона 2015/16.
14 ноября 2013 года дебютировал в сборной Суринама в матче против сборной Бонайре. Всего в 2013—2015 годах сыграл три матча за сборную.
По состоянию на 2022 год — тренер женской сборной Суринама.

## Личная жизнь
Отец, Иван Френкел (1941—2019) также был футболистом, выступал за «Трансвааль» и «Антверпен» и провёл один матч за сборную Суринама. Кузен, Пуррел Френкел (род. 1976) сыграл 474 матча за профессиональные клубы Нидерландов.